# Waterschap Zeeuws-Vlaanderen
Waterschap Zeeuws-Vlaanderen was een waterschap in de Nederlandse provincie Zeeland, ontstaan in 1999 uit een fusie van de waterschappen Hulster Ambacht, De Drie Ambachten en Het Vrije van Sluis. Het waterschap beheerde Zeeuws-Vlaanderen, met een oppervlakte van 875,80 km2 Met het waterschap Zeeuwse Eilanden is het waterschap op 1 januari 2011 gefuseerd tot het waterschap Scheldestromen.
Het waterschap zorgde voor een tegen overstroming beschermd gebied met behulp van sterke dijken, een juist waterpeil in de sloten, schoon en gezond oppervlaktewater en veilige wegen. Het hoofdkantoor van Waterschap Zeeuws-Vlaanderen bevond zich in Terneuzen. Het waterschap voerde geen wapen.

## Bestuur
De laatste dijkgraaf was Toine Poppelaars. In het laatste jaar van het waterschap was hij tevens dijkgraaf van het waterschap Zeeuwse Eilanden. Hij werd de eerste dijkgraaf van het nieuwe waterschap Scheldestromen. Voor hem was Wybe de Graaf dijkgraaf. Waterschap Zeeuws-Vlaanderen had dertig bestuursleden.

## Taken
- De waterkering: beheer en onderhoud van 59 kilometer zeedijk langs de Westerschelde en 17 kilometer duinen langs de Noordzeekust
- Het waterkwantiteitsbeheer: 900 kilometer hoofdwaterloop en bijna 3.000 kilometer waterloop, 19 gemalen, 7 uitwateringsgemalen en 8 suatiesluizen.
- Het waterkwaliteitsbeheer: 7 rioolwaterzuiveringsinstallaties
- De wegen: beheer en onderhoud van 1.544 kilometer polderwegen

## Fusie met waterschap Zeeuwse Eilanden
Op 2 september 2008 spraken de besturen van beide waterschappen zich tijdens aparte vergaderingen positief uit voor de principe-overeenkomst om te komen tot één waterschap in Zeeland. Gedeputeerde Staten van de Provincie Zeeland heeft het formele fusietraject ingezet dat er toe leidde dat per 1 januari 2010 de ambtelijke organisaties werden samengevoegd en per 1 januari 2011 de fusie een feit was.